# Galileo (novella)
A Galileo Szélesi Sándor 2006-ban a Galaktika magazin 190. számában megjelent sci-fi-novellája. Az alkotást 2006-ban Zsoldos Péter-díjjal jutalmazták.

## Történet
A történet főszereplőjének komoly problémái adódtak a szívével. Az orvosa szívátültetést javasolt, a műtétre 6 hónap várakozás után került sor. A férfit megmentette az új szív, de az idő múlásával egyre több változást figyelt meg saját magán. Eddig nem kedvelt ételeket fogyasztott, és érdekelni kezdte a fotózás. A későbbiekben Írországba költözött, ahol összebarátkozott a szomszédaival. Normál fényképeken kívül aurafotókat készített, sőt szellemfotózásra is vállalkozott. Az elkészült fotókon furcsa dolgokat fedezett fel.

## Szereplők
- Martin (Marty), amerikai üzletember
- doktor Leiber
- Leslie Nadasdy, Marty cégtársa
- Declan Fergusson, Martin írországi szomszédja
- Aisling, Declan felesége
- Conor, Declan öccse
- Eileen, Conor felesége
- Eileen (2), özvegyasszony, Martin ír barátnője